# Discoconchoecia pseudodiscophora
Discoconchoecia pseudodiscophora är en kräftdjursart som först beskrevs av Rudjakov 1962.  Discoconchoecia pseudodiscophora ingår i släktet Discoconchoecia och familjen Halocyprididae. Inga underarter finns listade i Catalogue of Life.